# Goizueta
Goizueta – gmina w Hiszpanii, w Nawarze, o powierzchni 89,97 km². W 2011 roku gmina liczyła 758 mieszkańców.